# نمير نور الدين
نمير نور الدين (1 سبتمبر 1984 – 12 يوليو 2007) هوَ عامل حر ومصور صحفي عراقي. حقّق شهرة على النطاق العالمي بعدما قُتل في غارة جوية للجيش الأمريكي على العاصمة بغداد رفقة سعيد شماغ وثمانية آخرين. ادّعى الجيش الأمريكي حينَها أنّ نمير وباقي من قُتل كانوا يحملون في يدهم رشاش من طراز أيه كيه-47 وقاذفة أخرى من نوع آر بي جي 7. تبيّنَ فيما بعد أنّ نور الدين كانَ يحملُ كاميرا فقط ونفس الأمر بالنسبة لزميله شماغ.

## المسيرة المهنية
وُلدَ نور الدين في الواحد من أيلول/سبتمبر 1984 في مدينة الموصل بالعراق. خلالَ فترة شبابه؛ توّجهَ نور الدين إلى مجال التصوير الفوتوغرافي وذلكَ رغبة في تحقيق حُلمه وحلم عائلته. يُعدّ نور الدين واحدًا من أوائل المصورين الذين تمّ تدريبهم من قبل وكالة رويترز للأنباء كجزء من إستراتيجية لتوظيف المصورين المحليين الذين يمتازون بمعرفة قويّة وقادرين على الوصول إلى المناطق التي تعتبر خطيرة جدا على المصورين الأجانب. وصفَ كريس هيلغرين الرئيس السابق لرويترز وصاحِب خطّة توظيف الصحفيين المحليين نور الدين بأنهُ واحد من أبزر مصوري الوكالة لتغطية الحرب الدائرة في العراق ثم أضاف: «في الموصل؛ لم يكن نور الدين معروفًا بشكل كبير لكنّهُ صارَ الآن أحد أبرز المصورين في شمال العراق.»
تركّزَ عملُ نور الدين على تغطية كل ما يجري في الموصل وفقط، هناك حيثُ حقّق شهرة كبيرة وصارَ هدفًا لكل الجماعات الجهادية والمتشددة والمتطرفة خاصّة من يقوم بتغطية ما تفعله من خراب ودمار في الشمال العراقي. التقطَ نور الدين في شهر تشرين الثاني/نوفمبر 2004 صورة لملثم عِراقي يحمل قاذفة قنابل يدوية وسترة شرطة واقية من الرصاص. اكتسبت الصورة اهتمامًا خاصًا لدرجة أنْ وصفها مايكل كامبر من نيويورك تايمز بالقول: «إنها صورة مهمة للغاية؛ حيثُ توّضحُ لنا انزلاق العراق إلى حالةٍ من الفوضى في ظل فشل الحكومتين العراقية والأمريكية في حماية المواطنين والموارد.» بعد ذلك مباشرة؛ تلقّى نور الدين تهديدات بالقتل والانتقامٍ مما اضطر وكالة رويترز لنقله إلى بغداد. أثناء عمله كمصور هناك؛ أُصيبَ نور بطلق ناري في الساق كما كُسرَ أنفهُ أكثر من مرة هذا فضلا عن كلّ الاعتقالات والمُضايقات التي تعرض لها ولكنه واصلَ العمل محافظًا على شعوره بالتفاؤل على حدّ تعبيره.

## الوفاة
يعودُ تاريخ وفاة نمير إلى الثاني عشر من يوليو/تموز 2007. حينَها وبعد عدّة مناوشات في المنطقة؛ قامت مروحيّة أمريكية من طِراز إيه إتش-64 أباتشي بملاحظة تجمع لبعض المواطنين حول أحد الشوارِع في بغداد. حسبَ الفيديو الذي سرّبتهُ ويكيليكس فإنَ قادة وربان المروحيّة افترضوا أن ذلك الجمع من الناس هم أعضاء من الجماعات المُسلّحة العراقية فقاموا بإطلاق النار الكثيفِ عليهم ثم استهدفوا بعد ذلكَ سيارة كان بها رجلٌ وطفلان صغيران توقفا لإسعاف وإجلاء الجرحى. أُصيبَ الصبيّان بجروح متفاوتة الخطورة فيما قضى نمير وصديقه سعيد شماغ نحبهما خلالَ الهجوم.
حسب الإحصائيات الدّقيقة؛ فإنّ نور الدين وشماغ هما خامس وسادس صحفي أو موظفي من رويترز يقضي نحبهُ في العراق منذ بداية الغزو عام 2003. جديرٌ بالذكرِ هنا أن الصحفيين الستّة قد قُتلوا جميعًا على يد الجنود الأمريكيين. تطوّرت الأمور في وقتٍ لاحق حيث عَثر بعض المواطنين على جثة محمد أمين وهو مصور آخر تابع لرويترز وأحد أقرب أصدقاء نور الدين في مكان قريب من موقع الهجوم. بعد وفاتِ الثلاثة؛ كرّمت رويترز نور الدين وشماغ في مدينة نيويورك كما خلدت ذكراهما في تايمز سكوير بنيويورك وكناري وارف في لندن.

### تطورات لاحقة
بعدَ أكثر من عامين على الهجوم الذي تسبب في مقتل نمير، سعت وكالة رويترز وغيرها من المنظمات إلى التحقيق في حادِث مقتل نور الدين وغيرهِ من الصحفيين الذين قضوا نحبهم في العراق إلا أنّ حكومة الولايات المتحدة حاولت بكل الطرق حجبَ كل المعلومات الأساسية على أساس أنها سريّة. رفضَ الجيش كذلك الإفراج عن الفيديو الذي التقطته إحدى السفن الحربية والتي كانت على صلة بالمروحيّة العسكرية أثناء إطلاق النار. بحلول الخامس من أبريل/نيسان 2010؛ تمكّن موقع ويكيليكس من تسريب جزءٍ من الفيديو (طوله 13 دقيقة) والذي حصلَ عليه بعدما تمكّنَ من كسر رمز التشفير.

## روابط خارجية
- نمير نور الدين على موقع IMDb (الإنجليزية)